# It's All Too Much/Never Say Die
It's All Too Much / Never Say Die è il quindicesimo singolo della cantante giapponese Yui, pubblicato il 7 ottobre 2009. Il brano è incluso nell'album Holidays in the Sun, terzo lavoro della cantante. Il singolo ha raggiunto la prima posizione della classifica Oricon dei singoli più venduti in Giappone, vendendo 108.793. Il singolo è stato certificato disco d'oro. It's All Too Much è stato utilizzato come tema del film Kaiji.

## Tracce
CD Singolo SRCL 7132
1. It's all too much
2. Never say die
3. again ~YUI Acoustic Version~
4. It's all too much ~Instrumental~

## Classifiche
| Classifica (2009) | Posizione più alta |
| ----------------- | ------------------ |
| Giappone (Oricon) | 1                  |